# Imma thianthes
Imma thianthes är en fjärilsart som beskrevs av Edward Meyrick 1927. Imma thianthes ingår i släktet Imma och familjen Immidae. Inga underarter finns listade i Catalogue of Life.